# Palais royal (Turin)
Pour les articles homonymes, voir Palais royal.
Le palais royal de Turin (en italien, Palazzo Reale di Torino), est un édifice historique italien de la ville de Turin dans le Piémont. Il fait partie de l'ensemble des résidences de la famille royale de Savoie, classées au patrimoine mondial depuis 1997.

## Situation
Le palais s'élève au centre de la ville de Turin, face à la place du Château.

## Histoire
En 1562, Turin devient la capitale des États de Savoie en remplacement de Chambéry. Le duc Emmanuel-Philibert installe la Cour dans le palais des archevêques de Turin qu'il transforme en palais ducal. Puis en 1584, le duc Charles-Emmanuel Ier ordonne la construction d'un nouveau bâtiment qui est réalisé sur les plans de l'architecte Ascanio Vittozzi, qui meurt en 1615.
Le siège de la ville en 1640 endommage fortement l'édifice, ce qui amène la duchesse Christine de France, régente des États de Savoie, à faire poursuivre les travaux, confiés aux architectes Carlo (it) et son fils Amedeo di Castellamonte.
Au cours du XVIIe siècle, la grande galerie royale est décorée de fresques réalisées par Daniel Seiter. Les appartements du rez-de-chaussée, appelés Madame Félicité, sont décorés par le peintre Bartolomeo Guidobono. À la même époque, André Le Nôtre dessine et fait réaliser les jardins du palais.
Au XVIIIe siècle, l'architecte Filippo Juvarra fait réaliser l'« escalier des ciseaux » et le cabinet chinois. Benedetto Alfieri confie la peinture de fresques à Francesco de Mura et à Gregorio Guglielmi.

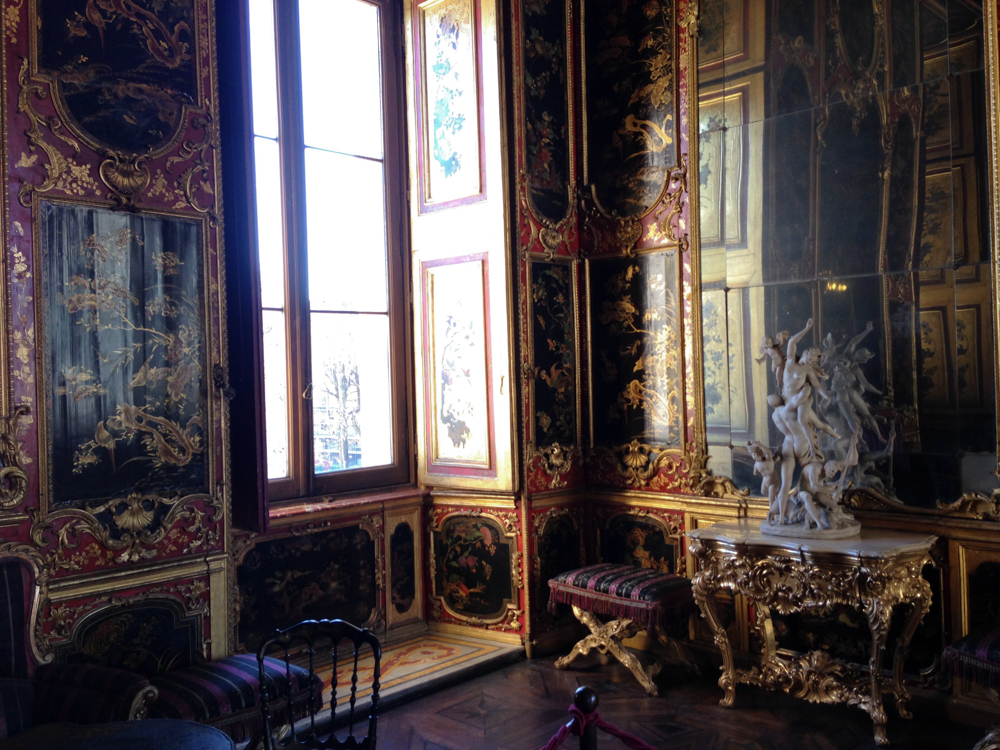
Le Cabinet chinois conçu par l'architecte Filippo Juvarra paré des précieux laques chinois et de la boiserie de style rocaille.